# Campionato sudamericano maschile di pallavolo 1989
Il XVIII campionato sudamericano maschile di pallavolo si è svolto dal 23 al 30 1989 a Curitiba, in Brasile. Al torneo hanno partecipato 7 squadre nazionali sudamericane e la vittoria finale è andata per la diciassettesima volta, la dodicesima consecutiva, al Brasile.

## Squadre partecipanti
- Argentina
- Brasile
- Colombia
- Paraguay
- Perù
- Uruguay
- Venezuela

## Classifica finale
| Classifica | Squadre   |
| ---------- | --------- |
|            | Brasile   |
|            | Argentina |
|            | Venezuela |
| 4          | Perù      |
| 5          | Paraguay  |
| 6          | Colombia  |
| 7          | Uruguay   |